# 직교 주파수 분할 다중 방식

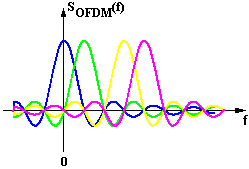

직교 주파수 분할 다중 방식(Orthogonal frequency-division multiplexing, OFDM)은 다중 반송파(multiple carrier frequencies)를 이용하여 디지털 데이터를 인코딩하는 방식이다. OFDM은 유무선을 불문하고 광대역 디지털 통신을 위한 일반적인 방법론으로 발전해 왔으며, 디지털 TV 및 오디오 방송, 디지털 가입자 회선(Digital subscriber line, DSL) 인터넷 접속, 무선 네트워크, 그리고 4세대 이동 통신 등 다양한 분야에서 응용되고 있다.
OFDM은 직교 부호화 주파수 분할 다중 방식(Coded OFDM, COFDM) 및 DMT(discrete multi-tone modulation)와 근본적으로 동일하며, 디지털 다중 반송파 변조 방식(digital multi-carrier modulation method)으로 쓰이는 주파수 분할 다중화(frequency-division multiplexing, FDM) 방법론이다. "부호화(coded)"라는 단어는 전방 오류 정정(forward error correction, FEC) 방식을 사용하는 데서 비롯되었다. 여러 개의 병렬 데이터 스트림이나 채널을 통해 데이터를 전송하기 위해 다수의 밀접 간격 직교 부반송파(orthogonal sub-carrier) 신호가 사용된다. 각각의 부반송파는 직교 진폭 변조(quadrature amplitude modulation, QAM) 또는 위상 편이 변조(phase-shift keying, PSK)와 같은 전통적인 변조 체계를 사용하여 낮은 심볼율(symbol rate)에서 변조되며, 같은 대역폭의 전통적인 단일 반송파(single-carrier) 변조 체계와 유사한 총 데이터 속도를 유지한다.
단일 반송파 체계와 비교하여 OFDM이 더 효율적인 주된 이유는 복잡한 이퀄라이저 필터 없이도 혹독한 채널 환경(예를 들어, 긴 구리선 내의 고주파 감쇠, 협대역 간섭 및 다중 경로에 의한 주파수 선택적 페이딩)에 대처할 수 있다는 점이다. 채널 이퀄라이제이션(Channel equalization)이 이처럼 간단해 질 수 있는 이유는 OFDM이 급격하게 변조된 하나의 광대역 신호 대신 완만히 변조된 다수의 협대역 신호를 사용한다고 볼 수 있기 때문이다. 낮은 심볼율은 심볼들 사이의 적절한 보호 구간(guard interval)을 유지할 수 있게 해 준다. 이를 통해 부호간 간섭(Intersymbol Interference, ISI)을 제거할 수 있으며, echo와 time-spreading(아날로그 TV에서 각각 고스팅과 블러링으로 나타남)을 활용하여 다이버시티 이득(diversity gain), 즉 신호 대 잡음비(signal-to-noise ratio, SNR) 또한 향상 시킬 수 있다. 나아가, 이 메커니즘은 기존의 단일 반송파 체계에서 발생하는 간섭은 방지하고 먼 거리의 여러 송신기들로부터 보내진 신호를 건설적으로 결합시킴으로써, 여러 인접해 있는 송신기가 동시에 같은 신호를 동일한 주파수로 보낼 수 있도록 하는 단일 주파수 망(single frequency networks, SFNs)의 설계를 더욱 용이하게 한다.

## OFDM 응용의 예
기존 OFDM 기반 표준 및 제품에 관해 정리하면 다음과 같다.

### 유선
- POTS 동배선을 통한 ADSL 및 VDSL 광대역 접속.
- DVB-C2, 즉 향상된 버전의 DVB-C 디지털 케이블 TV 표준.
- 전력선 통신(Power Line Communication, PLC).
- ITU-T G.hn, 즉 기존의 주택 배선(전선, 전화선 및 동축 케이블)에 고속 LAN 환경을 제공하는 표준.
- TrailBlazer 전화선 모뎀.
- MoCA(Multimedia over Coax Alliance) 홈 네트워킹.

### 무선
- 무선랜(Wireless LAN, WLAN) 라디오 인터페이스 IEEE 802.11a, g, n 및 HIPERLAN/2.
- DAB/EUREKA 147 및 DAB+, DRM(Digital Radio Mondiale), HD 라디오, T-DMB, ISDB-TSB 디지털 라디오 시스템.
- DVB-T 및 ISDB-T 지상파 디지털 텔레비전 시스템
- DVB-H 및 T-DMB, ISDB-T, MediaFLO 포워드 링크 지상파 모바일 TV 시스템
- 와이 미디어 얼라이언스(WiMedia Alliance)가 제안한 무선 개인통신망(Personal Area Network, PAN) 초광대역(Ultra-wideband, UWB) IEEE 802.15.3a 구현

OFDM 기반의 다중 접속 기술인 OFDMA는 몇몇 4G 및 Pre-4G 휴대폰 네트워크 및 모바일 광대역 표준에서도 사용된다.
- 무선 MAN/광대역 무선 접속(BWA) 표준 IEEE 802.16e(또는 모바일 와이맥스)의 이동성 방식
- 모바일 광대역 무선 접속(MBWA) 표준 IEEE 802.20
- 3GPP LTE(Long Term Evolution) 4세대 모바일 광대역 표준의 다운링크.  이전에는 무선 인터페이스를 고속 OFDM 패킷 접속(High Speed OFDM Packet Access, HSOPA)이라고 명명했으나, 현재는 이볼브드 UMTS 대역 라디오 접속(Evolved UMTS Terrestrial Radio Access, E-UTRA)이라고 부름.

## 주요 기능

### 장점
- 다른 양측파대(double sideband) 변조 방식 또는 스프레드 스펙트럼(spread spectrum) 등에 비해 높은 스펙트럼 효율(spectral efficiency)을 보임
- 복잡한 시간 영역 이퀄라이제이션(time-domain equalization) 없이도 극심한 채널 환경에 쉽게 적응함
- 협대역 내 동일 채널 간섭에 강함
- 다중 경로 전파에 의해 유발되는 부호간 간섭(Intersymbol Interference, ISI) 및 페이딩에 대해 강함
- 고속 푸리에 변환(Fast Fourier Transform, FFT)을 이용한 효율적 구현
- 시간 동기화 오류에 대한 민감도가 낮음
- (기존 주파수 분할 다중화와는 달리) 조정된 서브채널 수신기 필터가 불필요함
- 단일 주파수 네트워크(SFNs)를 용이하게 함. (i.e., transmitter macrodiversity)

### 단점
- 도플러 효과에 민감함
- 주파수 동기화 문제에 민감함
- 높은 첨두 전력 대 평균 전력 비(peak-to-average-power ratio, PAPR)는 전력 효율이 낮은 선형 송신기 회로를 필요로 함
- 주기적 전치 부호(cyclic prefix) 및 보호 구간(guard interval)에 인한 효율 손실

## 같이 보기
- ATSC
- SC-FDMA

## 참고 문헌
1. 1 2  webe.org - 2GHz BAS Relocation Tech-Fair, COFDM Technology Basics. 2007-03-02